# ELISPOT
ELISpot (anglicky Enzyme Linked Immuno Spot Assay) je citlivý test používaný ke kvantifikaci neboli určování množství buněk vyměšujících (sekretujících) cytokiny nebo imunoglobuliny na úrovni jedné buňky.
ELISpot byl široce používán k vyšetřování specifických imunitných reakcí na infekce, rakovinu, alergie a autoimunitní onemocnění. Se schopností detekce jedné buňky na 100 000, je ELISpot jedním z nejcitlivějších buněčných testů, jež máme k dispozici.
Za vhodných podmínek ELISPOT umožňuje vizualizaci sekrečního produktu (produktů) jednotlivých aktivovaných nebo reagujících buněk. Každá skvrna, která se vyvíjí v testu, představuje jedinou reaktivní buňku. Test ELISPOT tedy poskytuje jak kvalitativní (týkající se specifického cytokinu nebo jiné vylučované imunitní molekuly), tak i kvantitativní (frekvence reagujících buněk v testované populaci).

## Historie
Tato metoda byla vyvinuta skupinou Cecila Czerkinského v Göteborgu ve Švédsku roku 1983 pro výčet frekvence B hybridomových lymfocytů, tvořících specifický imunoglobulin.
V roce 1988 byl také první, kdo vyvinul ELISA Spot Assay, který měří frekvenci T-lymfocytů vylučujících specifický lymfokin. Roku 1993 se metoda začala automatizovat, díky pokusům o využití počítačového zobrazení pro analýzu a počítaní bodů. Taky se použila první deska s membránovým dnem pro provádění metody.
Později se ELISpot stal základem celosvětových očkovacích studií WHO a taky jako integrální krok k optimalizaci ani-tumorové terapie.

## Princip

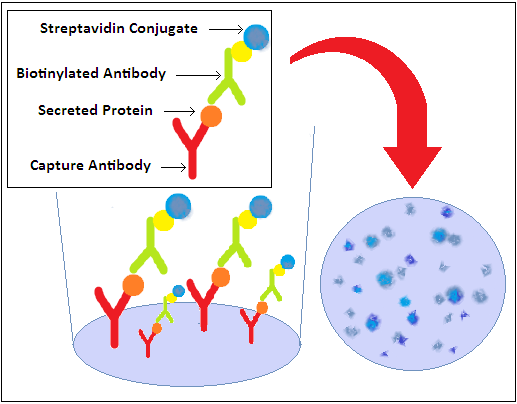
ELISPOT

ELISpot používají metodu sendvičového enzymového imunosorbentu (ELISA).
Buď monoklonální nebo polyklonální protilátka specifická pro zvolený analyt je předem potažena na PVDF (polyvinyliden-difluorid) mikrodestičku. Vhodně stimulované buňky se pipetují do jamek a mikrodestička se umístí do zvlhčeného 37 ⁰C CO2 inkubátoru na určitou dobu. Během této inkubační doby imobilizovaná protilátka, v bezprostřední blízkosti sekrečních buněk, váže vylučovaný analyt. Jakmile jsou aktivovány antigeny specifické buňky, uvolňují cytokin, který je zachycen přímo na povrchu membrány imobilizovanou protilátkou.
Cytokin je tedy "zachycen" v oblasti přímo obklopující sekreční buňku předtím, než má šanci difundovat do kultivačního média, nebo být degradován proteázami a vázán na receptory na okolních buňkách Po odstranění všech buněk a nenavázaných látek se do jamek přidá biotinylovaná polyklonální protilátka specifická pro zvolený analyt.
Po promytí nenavázaných biotinylovaných protilátek, se přidá alkalická fosfatáza konjugovaná se streptavidinem. Nenavázaný enzym se následně odstraní promytím a přidá se roztok substrátu (BCIP / NBT).
Vzniká modročerná sraženina a objevuje se jako skvrny na místech lokalizace cytokinů, přičemž každé jednotlivé místo představuje buňku, která vylučuje studované analyty. Místa mohou být počítána pomocí automatizovaného čtecího systému ELISpot nebo ručně pomocí stereomikroskopu.
Tento mechanismus zachycování sekrečního cytokinu činí metodu ELISPOT mnohem citlivější než testy, které měří cytokin uvolněný do supernatantů kultury.
Cytokinové perličky (CBA) a obvyklé testy ELISA mohou poskytovat mimořádně užitečné informace v určitých kontextech, ale postrádají citlivost a přesnost ELISPOTu pro detekci a výčet vzácných antigen-specifických buněk.

## Senzitivita
Test ELISpot zachycuje přítomnost cytokinů bezprostředně po sekreci, na rozdíl od měření, která jsou zkreslena vazbou receptoru nebo degradaci proteázou. Metoda je považována za jednu z nejcitlivějších dostupných buněčných metod. Obvykle dosažený limit detekce může být 1 ze 100 000 buněk. Vysoká citlivost je zvláště užitečná pro studium malých populací buněk nalezených v specifických imunitních reakcích.

## Použití

### T-Lymfocyty ELISpot
ELISpot T-lymfocytů je široce používáno při vyšetřování specifických imunitních odpovědí např. u infekčních onemocnění, rakoviny, alergií a autoimunitních onemocnění.
ELISpot T-lymfocytů je také považován za standardní nástroj ve vývoji a sledování nových očkovacích látek a vakcín.
ELISpot může být použit k rozlišení mezi podskupinami aktivovaných T lymfocytů. Například buňky Th1 jsou charakterizovány jejich produkcí IFN-y, IL-2 a TNF-a, zatímco Th2 buňky produkují jiné cytokiny, jako jsou IL-4, IL-5 a IL-13.
Ve výzkumu vývoji vakcín může být ELISpot použit pro definování účinnosti vakcíny měřením schopnosti vyvolat odpověď T-lymfocytů. Zde se IFN-γ často používá jako imunokorrelát pro odpověď CD8 + cytotoxických T-lymfocytů, mohou být ale analyzovány i jiní mediátoři jako granzym B nebo perforin.
Dnes jsou k dispozici diagnostické testy založené na ELISpotu, včetně testu na detekci pacientů infikovaných tuberkulózou měřením sekrece IFN-γ T-lymfocytmi reagujícími na definované antigeny z Mycobacterium tuberculosis.

### B-Lymfocyty ELISpot
ELISpot B-lymfocytů je účinná metoda používaná k analýze protilátkové imunity. Hlavní aplikace zahrnují detekci odpověď B-lymfocytů na infekce a odpovědi vyvolané očkováním. ELISpot B-lymfocytů je jedním z mála testů, které se zaměřují přímo na buňky tvořící protilátky (ASC). Navrhnutý k měření reaktivity protilátek v roztoku, tato extrémně sensitivní metoda umožňuje identifikovat ASC ve vzorku a změřit celkový počet, stejně jako ty, které vylučují protilátky proti určitému antigenu.
S pomocí ELISpotu B-lymfocytů je možné prokázat přítomnost a frekvenci B-lymfocytů s dlouhodobou pamětí v krvi, které jsou obtížné definovat jinými způsoby.

## Fluorospot
FluoroSpot je alternativou k ELISpotu.
Single-color FluoroSpot je podobný standardnímu enzymatickému testu ELISpot, ale používá fluorescenci místo enzymatické reakce pro detekci.
Proto není potřeba přidávat substráty a vyvíjet spoty, což činí FluoroSpot méně subjektivní než ELISpot. Navíc je dynamický rozsah skvrn v FluoroSpotu větší.
Pro ty, které používají ELISpot, FluoroSpot je vynikající metodologické zlepšení, které také usnadní přechod na duální nebo trojitý FluoroSpot.
Analýza dvou nebo více analytů současně nejen šetří čas, umožňuje i použití méně buněk a méně antigenů než u ELISpotu, také poskytuje údaje o buňkách se dvěma a třemi sekrety; tyto údaje jsou nedosažitelné samostatným ELISpot testy.